# Discipel (christendom)

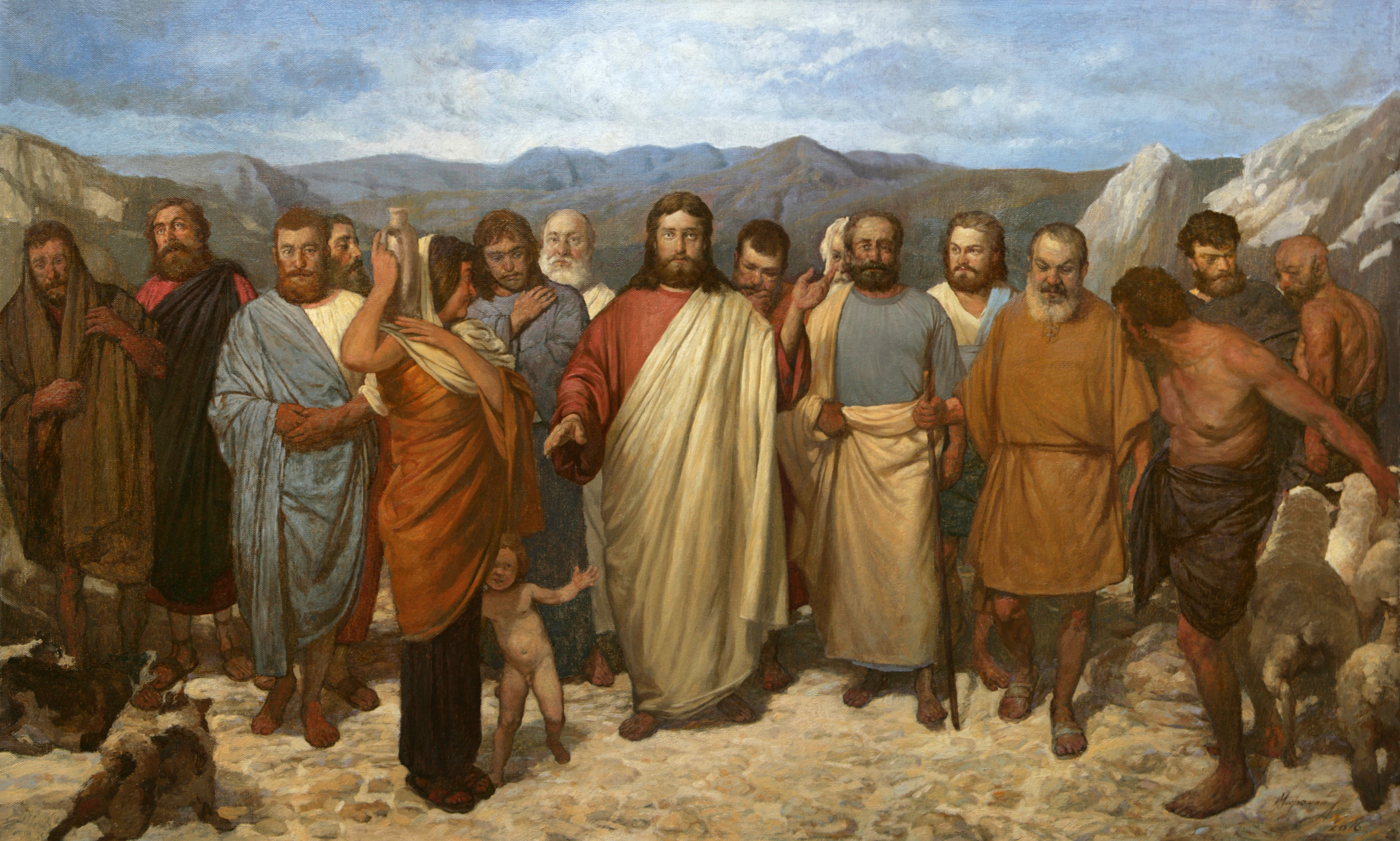
Jezus Christus met zijn discipelen

Een discipel (Latijn: discipulus, "leerling") is in het christendom een volgeling van Jezus Christus. Moderne Bijbelvertalingen zoals de Nieuwe Bijbelvertaling en Willibrordvertaling gebruiken leerling. De "twaalf leerlingen" of "twaalf apostelen" werden door Jezus uitgezocht, maar 'discipel' of 'leerling' wordt in het Nieuwe Testament ook gebruikt om allen aan te duiden die Jezus of zijn leer aanhangen.
In veel kerken spreekt men ook wel van 'discipelschap', waarmee men de gelovigen aanduidt als volgelingen en leerlingen van Jezus. Volgens hen kwam Jezus Christus niet naar de aarde om gediend te worden, maar om te dienen. Zo worden volgelingen van Jezus geacht Hem na te volgen in discipelschap. De Amerikaanse nieuwtestamenticus Richard Hays stelt dat Jezus' dienstbaarheid en gehoorzaamheid het voorbeeld is voor het discipelschap van de gelovigen.